# Prionospio treadwelli
Prionospio treadwelli är en ringmaskart som beskrevs av Hartman 1951. I den svenska databasen Dyntaxa används istället namnet Prionospio plumosa. Prionospio treadwelli ingår i släktet Prionospio och familjen Spionidae. Arten är reproducerande i Sverige. Inga underarter finns listade i Catalogue of Life.